# Ambasada Senegalu przy Stolicy Apostolskiej
Ambasada Senegalu przy Stolicy Apostolskiej – misja dyplomatyczna Republiki Senegalu przy Stolicy Apostolskiej. Ambasada mieści się w Rzymie.